# Auguste Janvier
Auguste Janvier, né le 9 septembre 1827 à Paris et décédé le 21 juillet 1900 à Amiens, est un historien français.

## Biographie
Auguste Janvier est né à Paris le 9 septembre 1827. À l'âge de 18 ans, il travaille dans l’étude d’un notaire à Paris. À la suite de la Révolution de 1848, il regagne Amiens avec toute sa famille.
N'appréciant pas son travail, il souhaite s'orienter vers le métier de rentier à 22 ans, ce qu'il fait grâce à l’héritage que son oncle laisse à son père. Ses placements financiers lui permettent de gagner décemment sa vie, il consacre ainsi son temps libre à l’étude de l’histoire locale.
Il est membre de différentes sociétés savantes et littéraires, notamment la Société des Antiquaires de Picardie dont il devient président en 1877.
Il publie également des ouvrages sur Amiens et la Picardie.
En 1875, à la suite du décès de son père, il se trouve à la tête d’une importante fortune estimée à 12 millions de francs modernes, soit 1,8 million d’euros environ. Il consacre alors une partie de ses revenus à l’éducation des classes défavorisées. Il finance notamment la construction d’une salle de lecture qui agrandit la Bibliothèque Municipale d’Amiens. Il y posera notamment la première pierre mais meurt avant la fin de la construction.
Auguste Janvier décède le 21 juillet 1900, il lègue sa fortune et sa bibliothèque personnelle à la ville d’Amiens. La municipalité termine la salle de lecture de la Bibliothèque Municipale et utilise le reste de l'argent pour la construction de l’école primaire d’enseignement supérieur située rue Jules Barni à laquelle elle donne le nom d’Auguste Janvier. Ces ouvrages, recherches et travaux sont donnés à la Bibliothèque Municipale.